# Lukas Mandowen
Lukas Mandowen (sinh Ngày 6 tháng 4 năm 1989) là một cầu thủ bóng đá người Indonesia. Anh thi đấu cho Perseru Serui sau khi thi đấu cho Persipura Jayapura và hai mùa giải với Persipura U-21. Anh là vua phá lưới tại Indonesia Super League U-21 ở mùa giải 2009-10.

## Danh hiệu

### Danh hiệu câu lạc bộ
Persipura Jayapura
- Indonesia Super League (1): 2010–11
- Indonesian Inter Island Cup (1): 2011

### Danh hiệu quốc gia
U-23 Indonesia
- Huy chương Bạc Đại hội Thể thao Đông Nam Á(1): 2011

### Danh hiệu cá nhân
- Indonesia Super League U-21 Top Scorer (1): 2009–10